# Kraamkliniek Huize Ooievaar

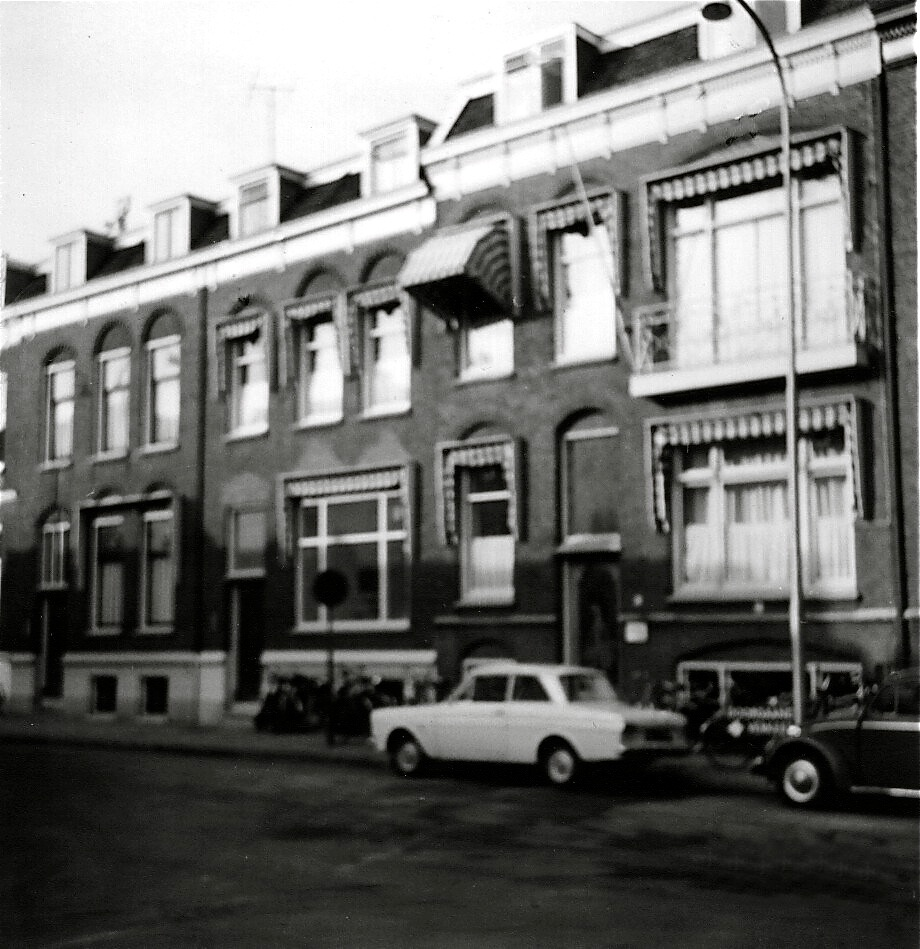
Kraamkliniek Huize Ooievaar, Johan Willem Frisostraat 16, Utrecht (juni 1967).

Kraamkliniek "Huize Ooievaar" was een kraamkliniek in Utrecht van 1934 tot en met 1979. De kliniek werd opgericht door mevrouw N.J. van Wieringen. De kliniek werd in de volksmond wel "het Ooievaartje" genoemd.

## Geschiedenis
Huize Ooievaar was gevestigd aan de Johan Willem Frisostraat in Utrecht-Oost, tussen het Wilhelminapark en het Rosarium in de wijk Oudwijk. In de kliniek werkten drie verloskundigen en een team van kraamverzorgsters, in totaal waren er (eind jaren 70) 20 personeelsleden in dienst. Er vonden per jaar zo'n 800 tot 900 bevallingen plaats.
Eind jaren 70 daalde dat echter naar zo'n 300 per jaar. De daling hing onder meer samen met het dalende aantal geboortes en met de opkomst van poliklinisch bevallen. Door de financiële problemen die hierdoor ontstonden moest de kraamkliniek per 1 januari 1979 sluiten.  De kraamkliniek heeft 45 jaar bestaan (1934-1979).
In het jaar voor de sluiting was de kraamkliniek nog ingrijpend verbouwd. Daarbij werd het naastgelegen pand erbij getrokken. Deze verbouwing was al vanaf 1974 voorbereid. Omdat alle vergunningen al waren verleend, werd de verbouwing, ondanks de toenemende financiële problemen, toch doorgezet.
De kraamkliniek bood voor vrouwen in Utrecht een alternatief naast thuis bevallen of in een ziekenhuis bevallen. De moeders brachten de kraamtijd, tien dagen, door in de kraamkliniek en hoefden geen beroep te doen op kraamhulp aan huis.

## Foto's van Het Ooievaartje

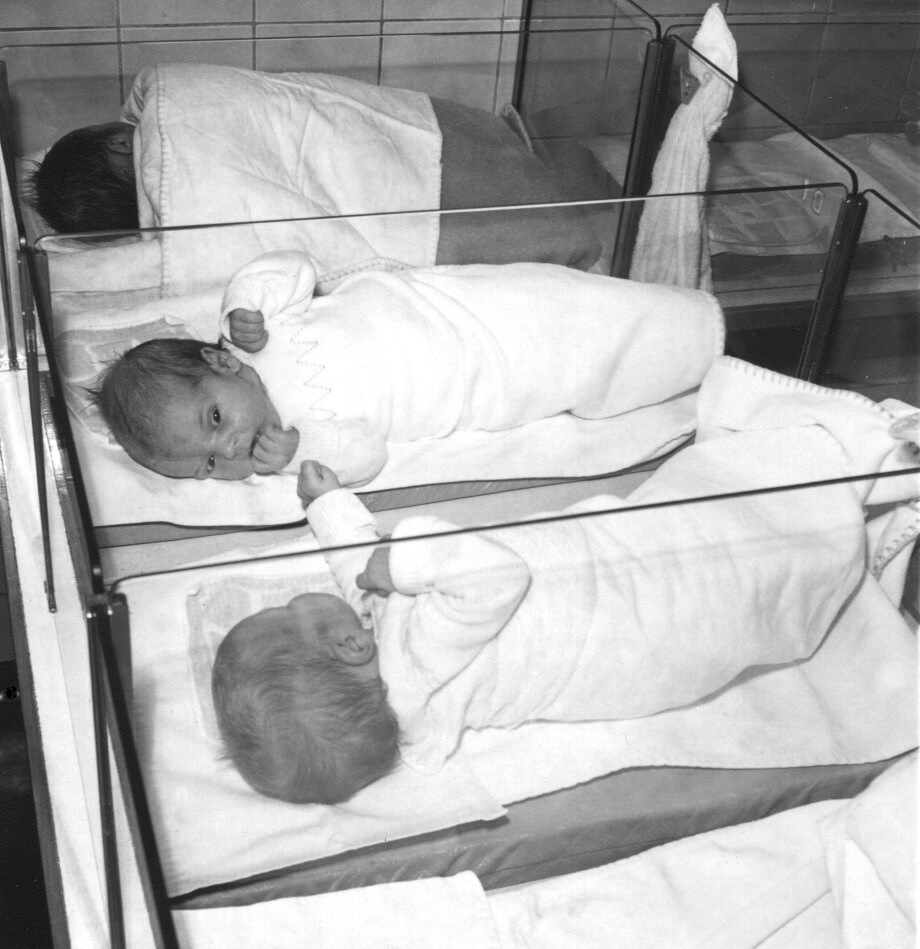
Slaapzaal met bedjes (1967).
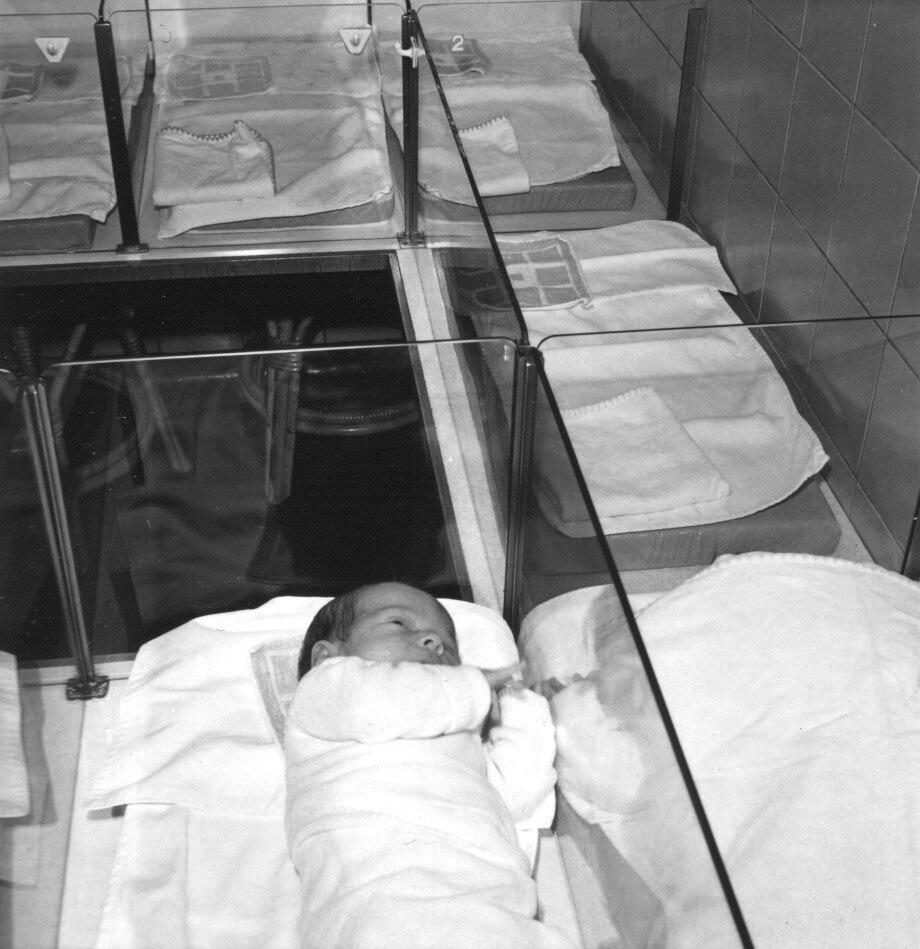
Slaapzaal met bedjes (1967, baby: Tom).
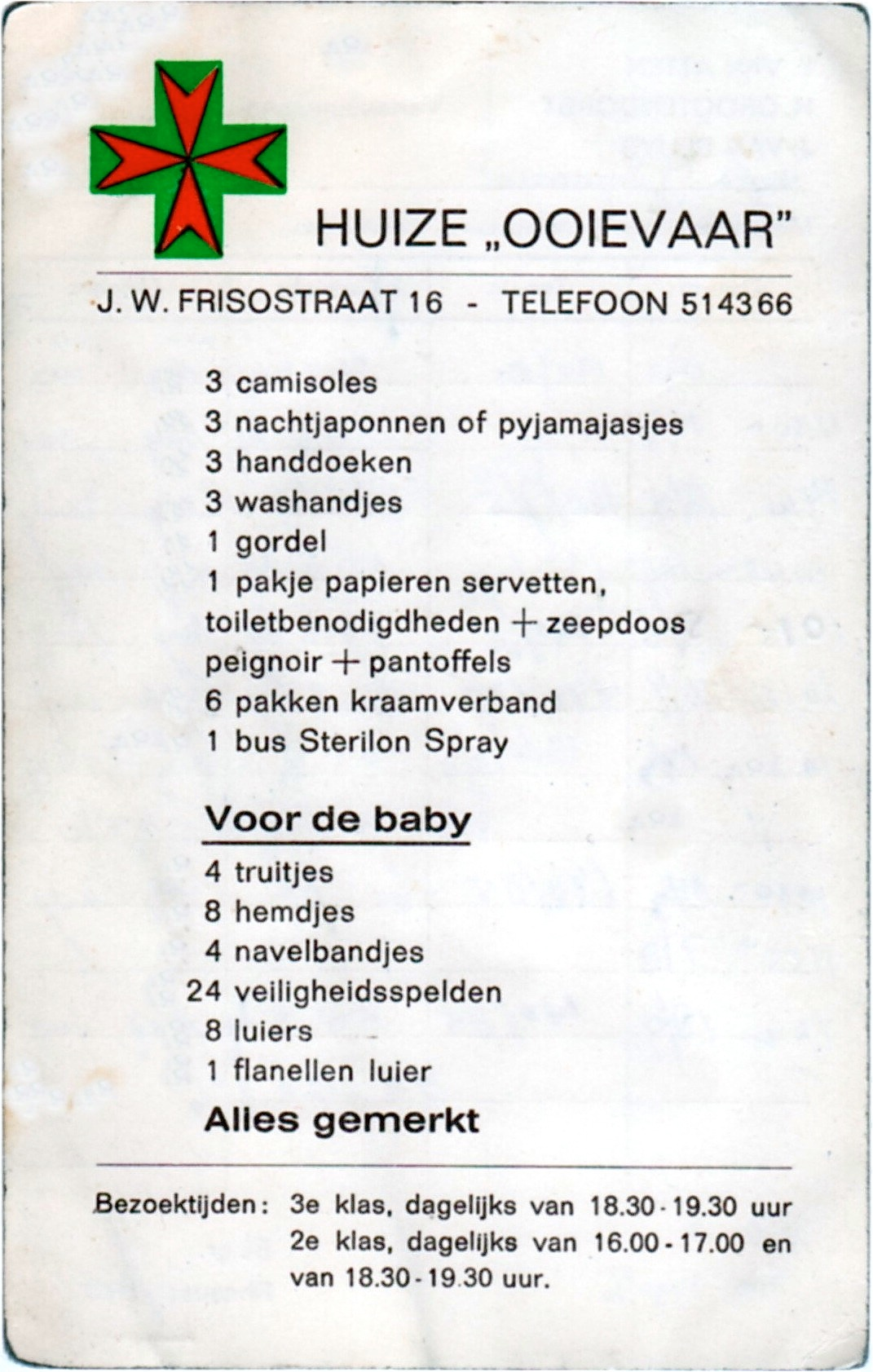
Lijst voor aanstaande moeders (1967).
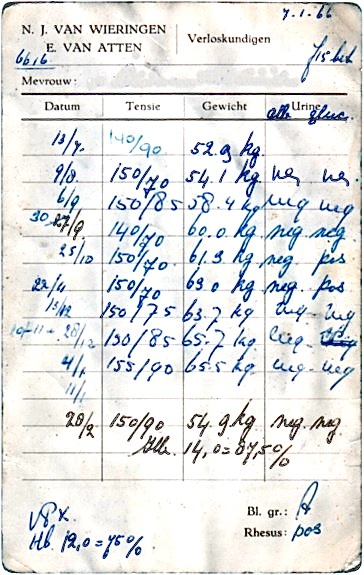
Verloskundigen in 1966: N.J. van Wieringen en E. van Atten.
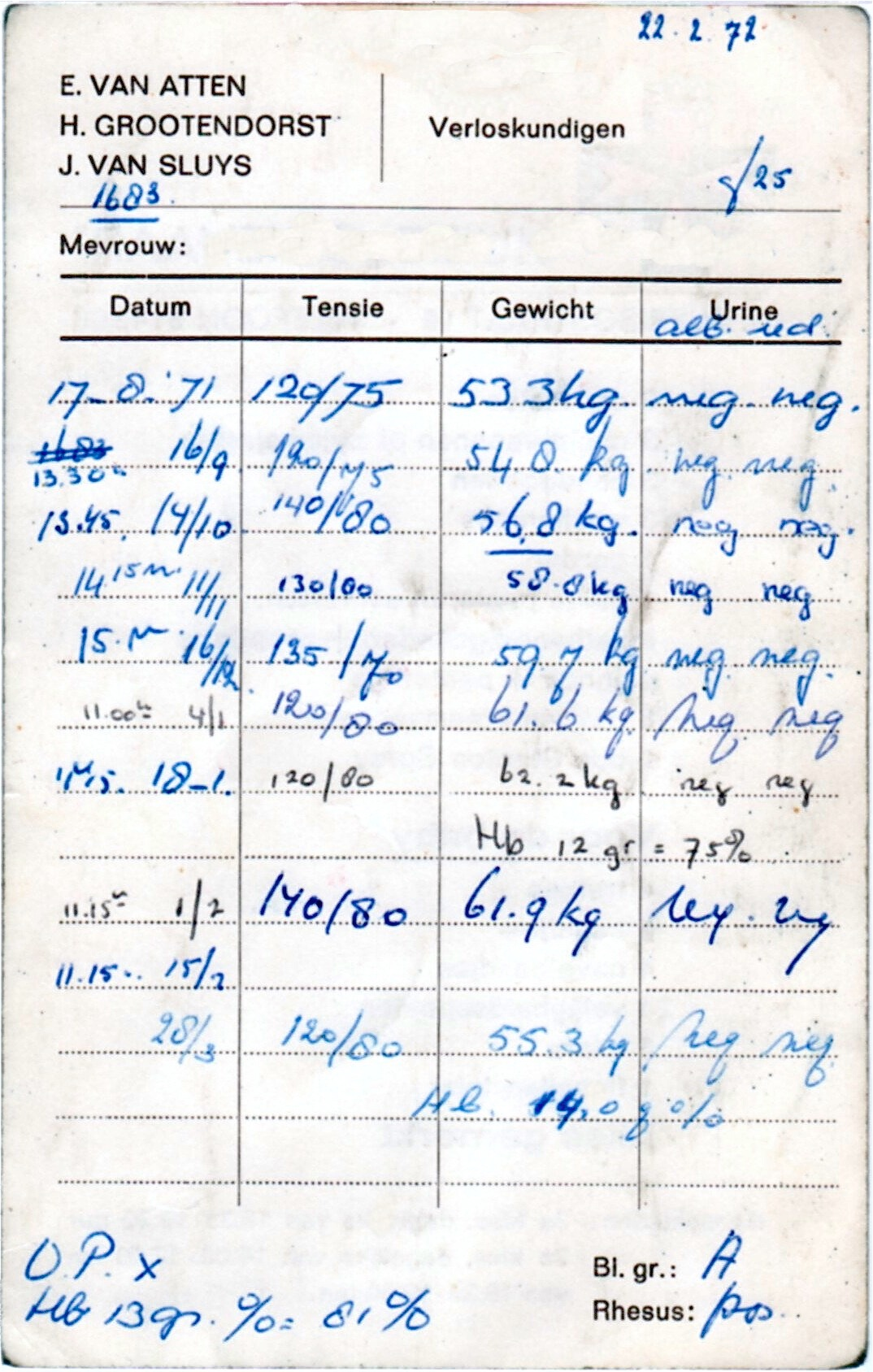
Verloskundigen in 1972: E. van Atten, H. Grootendorst en J. van Sluys.

Hedendaags:
Diakonessenhuis ·
Prinses Máxima Centrum  ·
St. Antonius Ziekenhuis (Utrecht) ·
Universitair Medisch Centrum Utrecht

Niet meer bestaand:
Academisch Ziekenhuis Utrecht ·
Amaliastichting ·
Catharijnegasthuis ·
Centraal Militair Hospitaal ·
Emmakliniek ·
Kraamkliniek Huize Ooievaar ·
Leeuwenbergh Gasthuis ·
Mesos Medisch Centrum ·
Ooglijdersgasthuis ·
Stads- en Academisch Ziekenhuis Utrecht ·
Sint Antonius Ziekenhuis (voormalig) ·
St. Joannes de Deo Ziekenhuis ·
Wilhelmina Kinderziekenhuis ·
Ziekenhuis Oudenrijn · 
Ziekenhuis Overvecht